# Autonomie (Zeitschrift)
AUTONOMIE. Materialien gegen die Fabrikgesellschaft war eine von 1975 bis 1985 unregelmäßig im Abstand mehrerer Monate erscheinende Zeitschrift mit linksradikalem Selbstverständnis, in deren Redaktion unter anderem ehemalige Mitglieder der Frankfurter Gruppe Revolutionärer Kampf tätig waren. Sie wurde bis 1978 vom Trikont-Verlag herausgegeben, danach in einem eigenen Verlag.
In der Autonomie erschienen Originalbeiträge aus der Sponti-Szene, von Thomas Schmid und Joschka Fischer (RK), von Herbert Röttgen (Trikont), von Karl Heinz Roth, Angelika Ebbinghaus und von der Hamburger Organisation Proletarische Front. Es gab einen Artikel von Joschka Fischer mit einer Distanzierung von der sogenannten „revolutionären Gewalt“ der RAF. Auch Texte von Hans Magnus Enzensberger, Paolo Pasolini und Werner Maihofer wurden abgedruckt. Ein Schwerpunkt der Autonomie war die Rezeption und Anwendung des italienischen Operaismus. Erfahrungen mit der Betriebsarbeit bei Fiat während der Arbeitskämpfe 1971 und des „Revolutionären Kampfes“ bei Opel wurden reflektiert. Es gab Essays junger Historiker, die versuchten, die Lokalgeschichte aus ihrer Beschaulichkeit herauszuholen, und die die Verankerung auch der Revolutionäre in ihrem Milieu aufzeigen wollten. Die Autonomie druckte viele nicht-operaistische Texte nach, wie etwa anthropologische Arbeiten des Anarchisten Pierre Clastres.
Bis 1978 wurde die Zeitschrift vorwiegend vom Frankfurter Teil der Redaktion geschrieben, doch eine Auseinandersetzung über das Redaktionsprogramm führte zu deren Ausscheiden. Die Zeitschrift wurde von der Hamburger Redaktion als Autonomie. Neue Folge noch einige Jahre in einem eigenen Verlag fortgeführt und entwickelte sich nach Einschätzung von Fabian Kettner zum „theoretische[n] Zentralorgan der westdeutschen Autonomen und Antiimperialisten“. Aus dieser gingen später die Zeitschrift 1999. Zeitschrift für Sozialgeschichte des 20. und 21. Jahrhunderts und die Materialien für einen neuen Antiimperialismus hervor.